# Sinna calospila
Sinna calospila är en fjärilsart som beskrevs av Walker 1865. Sinna calospila ingår i släktet Sinna och familjen trågspinnare. Inga underarter finns listade i Catalogue of Life.